# 15976 Bhansali
A 15976 Bhansali (ideiglenes jelöléssel (15976) 1998 FY119) a Naprendszer kisbolygóövében található aszteroida. A LINEAR projekt keretében fedezték fel 1998. március 20-án.